# 알렉산드르 페클리스토프

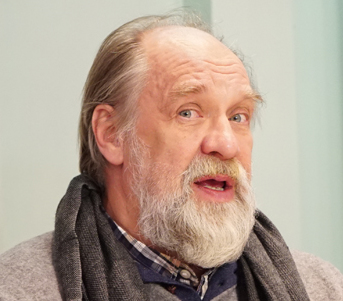

알렉산드르 페클리스토프(Aleksandr Feklistov, 1955년 12월 7일 ~ )는 러시아의 연극 배우, 영화배우, 배우, 영화 감독, 각본가이다.
상트페테르부르크에서 태어났다.

## 영화
- 인해비티드 아일랜드 2: 최후의 전투 (2009년)
- 레볼루션 아일랜드 (2008년)
- 돈 크라이 마미 2 (2005년)
- 신들의 질투 (2000년)
- 이얼 오브 어 독 (1994년)
- 마이 러브 카티샤 (1994년)
- 루나 파크 (1992년)
- 스탈린 (1992년)
- 이너 써클 (1992년)